# Base aérienne 185 Hao
La base aérienne 185 est une ancienne base aérienne utilisée par l'Armée de l'air et l'aviation navale, située à 919 km à l'est de l’île de Tahiti, sur l'atoll de Hao, dans l'archipel des Tuamotu, en Polynésie française. Créée le 1er juillet 1963, elle servait, notamment, de base logistique aux éléments stationnés sur l'atoll de Moruroa. Devenue par la suite base du Centre d'expérimentation du Pacifique (CEP), elle est dissoute le 30 juin 2000 pour être rétrocédée à la DGAC par l'intermédiaire du Service d’état de l'aviation civile en Polynésie française (SEAC.PF). L'aérodrome de Hao sert de piste de déroutement pour des gros porteurs.

## Histoire

### Genèse
Dès 1962, plusieurs Avro Lancaster de l'escadrille 9S, basée à la BAN Tontouta (Nouvelle-Calédonie), assurent à partir de Tahiti, des missions photographiques au-dessus des atolls, futurs champs de tirs et bases du CEP. Aussi, les premières rumeurs d’implantation d’un centre d’expérimentation nucléaire en Polynésie française commencent à circuler : des navires hydrographiques sont dépêchés sur les lieux pour sonder et baliser les lagons de Mururoa et de Hao, depuis leur passe respective jusqu'aux différents points de débarquement. Le premier de ces bâtiments est l'aviso colonial Francis Garnier (F730) qui avait déjà accompli une campagne hydrographique aux Tuamotu australes et aux Gambier, initialement prévu pour remplir cette fonction de base avancée. Mais les dimensions exceptionnelles qu’offre l’atoll de Hao permettent d’y installer une base aérienne dotée d’une très grande piste d’atterrissage. La population est mise au courant par Les Nouvelles de Tahiti du 29 mars 1963, qui titrent : « Mururoa sera le site du centre d’expérimentations du Pacifique ». Déjà, les troupes qui vont l’installer commencent à arriver et l’aménagement du CEP est une réalité. Des chantiers s’ouvrent, les importations augmentent. L'appel d’offre pour la construction de la piste de Hao est lancé en novembre 1963.

### Construction de la base
Les travaux font l’objet d’un marché signé en mars 1964 qui couvre, à la fois, l’infrastructure aéronautique, les ouvrages maritimes et certaines installations de la base vie. Les Grands Travaux de l’Est (aujourd'hui Grands Travaux de l’Océan indien, filiale de Colas) sont l’entreprise pilote et le maître d’œuvre, la MTBAT (Mission temporaire des bases aériennes aux Tuamotu). Le démarrage effectif des travaux a lieu en septembre 1964. La piste de 3 460 x 45 m, construite par la 115e compagnie de marche du génie de l'air, est achevée en décembre 1965 et le parking de 80 000 m2 pour les avions en septembre 1965. L’ensemble des travaux a nécessité, outre l’abattage de 7 700 cocotiers, le déplacement de 880 000 m3 de matières coralliennes, la mise en œuvre de 100 000 tonnes d’enrobés de bitume, 22 000 m3 de béton, 4 000 tonnes d’acier... Pour les trois pistes en chantier sur les atolls du CEP, c’est un hydravion Sunderland Bermuda du RAI (Réseau Aérien Interinsulaire) qui est sollicité. En 1964, les pistes de Hao, Moruroa et Fangataufa sont ouvertes, mais l’installation technique des bases est loin d’être terminée et suppose encore un important emport de fret. La DIRCEN (Direction des centres d'expérimentations nucléaires) fait alors l’acquisition de plusieurs Breguet Deux-Ponts auprès d’Air France. Avec ces transports lourds, il faut prévoir, pour les ingénieurs et chefs de chantier, des déplacements rapides entre les sites. Onze Alouette II de l'escadrille 27S sont ainsi affectés à Hao jusqu’en 1976. À partir de juillet 1964, deux Piper PA-23 Aztec puis des Cessna 411 sont également mis en service entre Moruroa et Fangataufa.

### Impact économique de la base
Pendant toute la durée des essais atmosphériques, de 1966 à 1974, Hao va connaître une activité importante et le village d’Otepa connaît une période faste. Les retombées économiques et les avantages matériels prodigués par les métropolitains et les infrastructures de la base sont une manne pour les habitants de l’atoll : usine de production électrique, unité de production d’eau douce, infirmerie-hôpital, une route, une darse pour la batellerie militaire, un club nautique… La multiplication des emplois avec l’installation du CEP engendre un fort taux de croissance démographique : on comptait 255 habitants en 1956, 1 286 en 1977 et 1600 en 2000. Durant les campagnes de tir, la BA 185 peut accueillir jusqu’à 3 000 personnes. Ce sont les Douglas DC-6, les Breguet Deux-Ponts, puis les Caravelle qui assurent l’acheminenent des personnels vers Hao. L’activité sur l’atoll atteint son apogée pendant ces campagnes de tirs.

## Unités présentes sur la base
- Section Liaison du Pacifique (SL-PAC) (1964-1966)
- Escadron de marche 85 « Loire » (1966-1974)
- Escadrille 8S (avril 1966-novembre 1966)
- Groupement d'Aéronautique navale de Hao :
  - Section de Liaison du Pacifique (septembre 1966-décembre 1971)
  - Escadrille 23S (septembre 1966-décembre 1974)
  - Escadrille 27S (avril 1968-janvier 1976)
  - Flottille 23F (avril 1968-octobre 1968)
  - Flottille 23F (avril 1970-octobre 1970)
  - Flottille 23F (avril 1971-octobre 1971)
  - Escadrille 12S (mai 1972-septembre 1974)
- Groupement d'Aéronautique Navale du Pacifique (GAN PAC) (janvier 1973-août 1980)
- 5e Régiment Mixte du Pacifique (décembre 1963-1998)

### Livres
Bernard Dumortier, Atolls de l'atome : Mururoa & Fangataufa, Marine Éditions, Rennes, 2004  (ISBN 2-915379-11-4) dont une version abrégée est à [lire en ligne]

### Articles
(fr)« Hao, 36e aérodrome territorial », Manureva, no 95,‎ octobre 2000 (ISSN 0766-9704, lire en ligne).